# 洹水之战
洹水之战是唐德宗建中三年（782年），唐朝魏博招讨使马燧等率军在洹水（今河南北部卫河支流安阳河）击败魏博节度使田悦的作战。
782年正月，河阳节度使率兵攻卫州（治汲县，今河南汲县）。田悦守将任履虚诈降，没多久又复叛。马燧率各军屯扎漳水之滨。田悦派部将王光沿河筑月城守卫漳水长桥，阻止官兵南渡。马燧用铁锁连接数万辆车，装入土囊，在长桥下游将漳水堵塞，使各军得以趁水浅淌水而渡。当时，马燧军中缺粮，而田悦高筑壁垒不予交战。马燧命诸军带十天干粮，进兵至在仓口（今河北磁县、临漳县之间，漳水西北），与田悦隔洹水对峙。马燧在洹水上建三桥，反复挑战，田悦仍不出击。马燧命诸军夜半起程用饭，隐蔽行动沿洹水直趋魏州（治贵乡，今河北大名县北）。并下令说“敌军出动，则停止为阵”。留百骑击鼓鸣号在营中，抱柴拿火，诸军出发后，便停止击鼓鸣号，藏在其旁，等田悦渡河北上，立即焚烧其桥。当马燧军行十里，田悦得知后，迅速率淄青和成德步骑四万，越过长桥，掩击其后，乘风纵火，鼓噪前进。马燧按兵不动，先清除其前草莽百步为战场，列阵等待田悦军，募兵五千余名。田悦军到，火灭士气衰退，马燧纵兵出击，田悦军大败。唐神策军、昭义军、河阳军稍作后退，见河东军获得大捷，迅即返还投入战斗，又破田悦军。这时水上的三座桥全部被焚毁，田悦军乱，溺死者不可胜数。斩首二万余，被俘三千余人，尸体相枕达三十余里，田悦率领残部退回魏州。